# أحمد الشناوي
أحمد ناصر ناصر محمود معوض الشناوي (مواليد 14 مايو 1991) هو لاعب كرة قدم مصري يلعب مع نادي بيراميدز في مركز حراسة المرمى قادمًا من الزمالك، وفي منتخب مصر لكرة القدم، والده هو ناصر الشناوي حارس مرمى المريخ البورسعيدي الأسبق.

## مسيرته مع الأندية

### المصري
من ناشئي نادي المصري، انضم إلى فريق تحت 10 سنوات وتدرج بفرق قطاع الناشئين وكان يشارك في حراسة مرمى جميع الفرق الكبرى سنا في اللقاءات الهامة وعمره لم يتجاوز 15 عاما، تم تصعيده للفريق الأول عام 2009.
شارك موسم 2009–10 في 15 مباراة كلاعب أساسي بالدورى الممتاز و14 مباراة كاحتياطى بالإضافة إلى مشاركته في مباريتان بكاس مصر.
شارك موسم 2010–11 في 12 مباراة, 10 مباريات منهم أساسياً وشارك في مباراتين احتياطياً، بإجمالي 927 دقيقة ولم يحصل على إنذارات.
كان قريبًا من دخول قائمة أفضل الحراس في العالم حفاظا على نظافة شباكهم لعدد دقائق متتالية حيث استطاع الحفاظ على شباكه نظيفه في موسم 2010–11 لمدة 570 دقيقة متتالية.

### الزمالك
انتقل في الانتقالات الشتوية لعام 2012 إلى نادي الزمالك على سبيل الإعارة لمدة موسم واحد من نادي المصري ثم عاد إلى ناديه بعد إلغاء الموسم.

### العودة للمصري
ثم عاد إلى النادي المصري بعد إلغاء الموسم وبدأ اللعب في موسم 2013–14.

### العودة للزمالك
عاد إلى نادي الزمالك في صفقة كلفت خزينة الزمالك 6 ملايين جنيه خلال الانتقالات الصيفية 2014 لمدة 5 مواسم،  وشارك مع الزمالك في دوري أبطال أفريقيا 2014.

## مسيرته الدولية
شارك مع منتخب مصر للشباب في بطولة كأس الأمم الأفريقية للشباب تحت 20 سنة عام 2011 بجنوب أفريقيا وحصل على لقب أفضل حارس مرمى كما نال جائزة اللعب النزيه.
اختير في تشكيلة أفضل 11 لاعب في بطولة أفريقيا تحت 23 سنة عام 2011 بالمغرب
شارك مع المنتخب الأوليمبي المصري في اولمبياد لندن 2012
لعب أول مباراة دولية له مع منتخب مصر الأول يوم 8 أكتوبر 2011 أمام النيجر

## إحصائيات
آخر تحديث: 27 نوفمبر 2016

المصدر: transfermarket.co.uk
| النادي                | الموسم                | الدوري    | الدوري           | الدوري       | الكأس     | الكأس            | الكأس        | محلية أخرى1 | محلية أخرى1      | محلية أخرى1  | أفريقيا2  | أفريقيا2         | أفريقيا2     | أخرى      | أخرى             | أخرى         | المجموع   | المجموع          | المجموع      |
| النادي                | الموسم                | المباريات | الأهداف في مرماه | شباك نظـيفـة | المباريات | الأهداف في مرماه | شباك نظـيفـة | المباريات   | الأهداف في مرماه | شباك نظـيفـة | المباريات | الأهداف في مرماه | شباك نظـيفـة | المباريات | الأهداف في مرماه | شباك نظـيفـة | المباريات | الأهداف في مرماه | شباك نظـيفـة |
| --------------------- | --------------------- | --------- | ---------------- | ------------ | --------- | ---------------- | ------------ | ----------- | ---------------- | ------------ | --------- | ---------------- | ------------ | --------- | ---------------- | ------------ | --------- | ---------------- | ------------ |
| المصري                | 2008–09               | 1         | 1                | 0            | 0         | 0                | 0            | —           | —                | —            | —         | —                | —            | —         | —                | —            | 1         | 1                | 0            |
| المصري                | 2009–10               | 15        | 15               | 5            | 0         | 0                | 0            | —           | —                | —            | —         | —                | —            | —         | —                | —            | 15        | 15               | 5            |
| المصري                | 2010–11               | 11        | 5                | 8            | 0         | 0                | 0            | —           | —                | —            | —         | —                | —            | —         | —                | —            | 11        | 5                | 8            |
| المصري                | 2011–12               | 13        | 10               | 6            | 0         | 0                | 0            | —           | —                | —            | —         | —                | —            | —         | —                | —            | 13        | 10               | 6            |
| المصري                | المجموع               | 40        | 31               | 19           | 0         | 0                | 0            | —           | —                | —            | —         | —                | —            | —         | —                | —            | 40        | 31               | 19           |
| الزمالك               | 2011–12               | 0         | 0                | 0            | 0         | 0                | 0            | —           | —                | —            | 0         | 0                | 0            | —         | —                | —            | 0         | 0                | 0            |
| الزمالك               | 2012–13               | 1         | 1                | 0            | 0         | 0                | 0            | —           | —                | —            | 0         | 0                | 0            | —         | —                | —            | 1         | 1                | 0            |
| الزمالك               | 2013–14               | 18        | 18               | 7            | 1         | 2                | 0            | —           | —                | —            | 1         | 2                | 0            | —         | —                | —            | 20        | 22               | 7            |
| الزمالك               | 2014–15               | 26        | 10               | 18           | 1         | 1                | 0            | 1           | 0                | 1            | 12        | 12               | 5            | —         | —                | —            | 40        | 23               | 24           |
| الزمالك               | 2015–16               | 24        | 20               | 11           | 4         | 3                | 1            | 1           | 3                | 0            | 11        | 11               | 7            | —         | —                | —            | 40        | 37               | 19           |
| الزمالك               | المجموع               | 69        | 49               | 36           | 6         | 6                | 1            | 2           | 3                | 1            | 24        | 25               | 12           | —         | —                | —            | 101       | 83               | 50           |
| مجموع المسيرة الكروية | مجموع المسيرة الكروية | 109       | 80               | 55           | 6         | 6                | 1            | 2           | 3                | 1            | 24        | 25               | 12           | —         | —                | —            | 141       | 114              | 69           |

1تشمل غيرها من البطولات والمسابقات المحلية، بما في ذلك كأس السوبر المصري.
2تتضمن مباريات دوري أبطال أفريقيا وكأس الاتحاد الكونفدرالي الأفريقي وكأس السوبر الأفريقي.

## الإنجازات
الزمالك
- الدوري المصري الممتاز : 2014–15
- كأس مصر : 2014–15، 2015–16، 2017–18[5]
- كأس السوبر المصري : 2016

 بيراميدز
- كأس مصر : 2023–24[6]
- دوري ابطال افريقيا  2025